# WWE Survivor Series (videogioco)
WWE Survivor Series è un videogioco di wrestling del 2004, sviluppato da Natsume e pubblicato da THQ in esclusiva per Game Boy Advance su licenza World Wrestling Entertainment.

## Roster
| Raw                                                                                                | SmackDown! |
| -------------------------------------------------------------------------------------------------- | --- |
| - Chris Benoit - Chris Jericho - Christian - Edge - Kane - Randy Orton - Shawn Michaels - Triple H | - Booker T - Chavo Guerrero - Eddie Guerrero - John Cena - Kurt Angle - Rey Mysterio - Rob Van Dam - The Undertaker |